# La nottata
La nottata è un film del 1974 diretto da Tonino Cervi.

## Trama
Milano: Susy e Angela sono due giovani che - dopo essersi scontrate casualmente su un marciapiede, per strada - si rivedono nella toilette d'un locale, dove si impossessano d'un anello dimenticato da una signora, uscita di fretta dopo essersi scandalizzata alle dichiarazioni di Susy, nascondendolo quando la proprietaria torna a cercarlo. Dopo essere state in un cinema, incontrano Vito, un taxista che sembra introdotto negli ambienti giusti, il quale, in cambio della divisione del ricavato, promette d'aiutarle. La ricerca parte dalla casa d'un ricettatore, che però è appena deceduto, e prosegue a una festa in casa di "Destino", un travestito, dove un gioielliere acquista l'anello a un prezzo truffaldino che i tre sono costretti ad accettare. Ma, dopo essere usciti caricando in macchina un ragazzo di vita, s'accorgono che i soldi sono spariti. 
 Nonostante il rovescio, la serata prosegue e, dopo un incontro con Marta e Davide, due ricchi coniugi viziosi che li coinvolgono in giochi erotici, le due ragazze litigano, per la delusione di Susy che sembra non accettare il maggiore successo di Angela con gli uomini e a quel punto i tre si separano: Angela trascorre una deludente notte con Piero, un altro ragazzo incontrato nell'elegante villa dei coniugi, mentre Susy si reca alla stazione per partire da Milano; al mattino le due si ritrovano, confessandosi vicendevolmente che era stata Angela a prendere i soldi che sembravano spariti, mentre Susy era riuscita a sottrarre l'anello al gioielliere, divenendo amiche.